# راسيل فيندلاي
راسيل فيندلاي (بالإنجليزية: Russell Findlay)‏ هو شخصية أعمال أمريكي، ولد في 4 مايو 1965 في روتشستر في الولايات المتحدة.

## وصلات خارجية
- راسيل فيندلاي على موقع IMDb (الإنجليزية)